# Grupo Europa de la Libertad y la Democracia Directa
El Grupo Europa de la Libertad y la Democracia Directa (abreviado como EFDD por su nombre en inglés) fue un grupo político del Parlamento Europeo compuesto por eurodiputados independientes y sin partido político europeo, con excepción del lituano Orden y Justicia que pertenece al Movimiento por la Europa de las Libertades y la Democracia. Sus partidos referencia eran el Partido de la Independencia del Reino Unido, el Partido del Brexit y el italiano Movimiento 5 Estrellas.
Desde julio de 2014, fueron el sexto grupo en fuerza del Parlamento Europeo, con 48 diputados frente a los 31 escaños que tenía en la séptima legislatura bajo el nombre Europa de la Libertad y la Democracia. Los copresidentes del grupo eran el inglés Nigel Farage, que repite en el cargo, y el italiano David Borrelli, que sustituye al también italiano Francesco Speroni de la Liga Norte.

## Historia
Inicialmente, tras las elecciones al Parlamento Europeo de 2009, estaba integrado por 32 diputados europeos, conforme al Reglamento interno del Parlamento Europeo. El grupo no estaba vinculado a ningún partido político a escala de la Unión sino a diversos partidos nacionales unidos en coalición parlamentaria.
Las posiciones compartidas y defendidas por los miembros de este grupo parlamentario se caracterizaban por su connotación antieuropeísta y sus reivindicaciones soberanistas basadas en el Derecho de autodeterminación y en defensa de una plena independencia económica y soberana de los Estados europeos, rechazando la idea misma de una Unión Europea. Algunos pertenecían al grupo político del parlamento europeo denominado Unión por la Europa de las Naciones. Los partidos integrantes de este grupo eran partidos nacionalistas y mayoritariamente de corte euroescéptico.
El Grupo Europa de la Libertad y la Democracia estaba copresidido por Nigel Farage y Francesco Speroni, siendo Philippe de Villiers su vicepresidente.
Tras las elecciones europeas de 2014, el eurogrupo fue reeditado por Farage. Para la VIII Legislatura del Parlamento Europeo el grupo contó con 48 eurodiputados de siete partidos diferentes, frente a los 32 de la convocatoria anterior. Solo el partido Orden y Justicia de Lituania y el Partido por la Independencia del Reino Unido (UKIP) se mantuvieron del antiguo al nuevo eurogrupo. En octubre de 2014, la salida del grupo de la eurodiputada letona provocó la disolución del grupo ya que dejó de cumplir el requisito de tener miembros de al menos 7 Estados miembros de la Unión. El grupo fue constituido de nuevo el 20 de octubre de 2014 con la entrada de un eurodiputado polaco.

## Parlamento Europeo
El Grupo Europa de la Libertad y la Democracia Directa es el séptimo grupo en número de escaños en la octava legislatura del Parlamento Europeo, sumando un total de 48 eurodiputados, un 6,39% de la cámara, de siete Estados miembro de la Unión Europea.

### Diputados
| País            | Partido                                                             | Partido Europeo | Diputados | Diferencia 2014-2015 |
| --------------- | ------------------------------------------------------------------- | --------------- | --------- | -------------------- |
| Alemania        | Alternativa para Alemania                                           |                 | 1/96      | Sin cambios          |
| República Checa | Partido de los Ciudadanos Libres                                    |                 | 1/21      | Sin cambios          |
| Francia         | Independiente: Joëlle Bergeron                                      |                 | 1/74      | Sin cambios          |
| Italia          | Movimiento 5 Estrellas                                              |                 | 17/73     | Sin cambios          |
| Lituania        | Orden y Justicia                                                    | MELD            | 1/11      | 1                    |
| Suecia          | Demócratas de Suecia                                                |                 | 2/20      | Sin cambios          |
| Reino Unido     | Partido por la Independencia del Reino Unido                        |                 | 22/73     | 2                    |
| Polonia         | Coalición para la Renovación de la República - Libertad y Esperanza |                 | 2/51      | 2                    |
| Total           | Total                                                               | Total           | 46/751    | 3                    |

Nota: Los datos comparativos son en relación a la organización de los grupos al final del séptimo mandado del Parlamento Europeo, con el Tratado de Lisboa ya en funcionamiento.